# 卍丸 (プロレスラー)
卍丸（まんじまる、1984年8月21日 - ）は、日本のプロレスラー。本名：村上 学（むらかみ まなぶ）。

## 経歴
2001年、高校を中退して闘龍門の9期生として入門。中退した高校の先輩にはKagetoraと稲葉雅人がいる。
2002年12月7日、メキシコへ渡り、闘龍門MEXICOヒムナシオ・デ・ラウニダ・クアウテモック大会にて坂井謙一（現：Ken45°）&谷嵜直樹組を相手に本名でデビュー（タッグパートナーは山本武志（現：南野タケシ））。
2003年8月22日、闘龍門Xの逆上陸戦で日本デビュー。
闘龍門JAPANの分裂騒動が起きた後に2004年7月17日、仙台大会で、みちのくプロレス初登場。12月からは青森県出身でマグロ一本釣り漁師の赤ふんどしレスラー、大間まぐ狼にキャラクターをチェンジ。
2005年10月、Gamma、菅原拓也と組んでヒールターンを果たす。それを機に、ふんどしからロングパンタロンを着用した海賊キャラに変身する。
2006年、プロレスリングElDoradoの設立から卍丸として活動。リングネームは魁!!男塾のキャラクターに由来。清水基嗣と破損備品の弁償を擦りあう。
2007年、古傷である肩の故障で長期欠場を余儀なくされる。
2008年3月、みちのくプロレスにて復帰してヒールユニット「九龍」に加入。12月、ElDoradoが解散。
2010年7月に南野タケシと「九龍」内でタッグチーム「舎人一家」を結成するも12月、足の負傷により、長期欠場を余儀なくされる。
2011年9月に復帰後、みちのくプロレスでも「卍丸」と改名してリングネームが統一された。
2012年6月、九龍が解散したため、フジタ"Jr"ハヤト、南野、Ken45°と共にユニット「BAD BOY」を結成。7月28日、デビュー10周年記念大会を開催。盟友の南野タケシと壮絶な一騎討ちを繰り広げた。
2013年9月、拳王の持つ東北ジュニアヘビー級王座に挑戦して敗戦するも好勝負を魅せる。また、拳王や日向寺塁との激戦は週刊プロレスで1ページ分特集された。
2015年11月3日、気仙沼二郎の持つ東北ジュニアヘビー級王座に挑戦して勝利して同王座を初戴冠。
2017年3月20日、みちのくプロレス宮城仙台大会メインイベントにて、タッグパートナーの南野が裏切って日向寺塁と共にヒールユニット「SUPER STARS」を結成。BAD BOYからは脱退という形になり、事実上、舎人一家としての活動にも幕を下ろした。

## 得意技
垂直落下式ブレーンバスター
卍落とし
SKB

## 入場曲
- ふんどし仁義（百日紅呑海）

## タイトル歴
- UWA世界6人タッグ王座
- 東北ジュニアヘビー級王座
- 東北タッグ王座
- みちのくふたり旅優勝
- みちのくトリオトーナメント戦優勝
- WEWタッグ王座

## エピソード
- 北海道日本ハムファイターズのファンでプロ野球選手を目指していたが背が小さいため断念している。